# کنش ارتباطی
در جامعه‌شناسی کنش ارتباطی،  کنش‌های همکارانه (cooperative) است که براساس تصمیم قبلی دوطرفه و به صورت مستدل توسط افراد صورت می‌گیرد. این اصطلاح توسط  فیلسوف-جامعه‌شناس آلمانی یورگن هابرماس در کتابش نظریه کنش ارتباطی  مطرح شده‌است.

## ساختارها
کنش ارتباطی بامفروض دانستن قابلیت عقلانی انسان توسط هابرماس ممکن فرض شده‌است. گرچه این عقلانیت «دیگر به و توسط پیش فرض‌های فردگرا و ذهنی فلسفه مدرن و نظریه اجتماعی گره نخورده‌است.»: vi  در عوض هابرماس عقلانیت را به عنوان ظرفیت ذاتی در درون زبان به خصوص در قالب استدلال جای می‌دهد. «ما از اصطلاح استدلال برای این نوع گفتار استفاده می‌کنیم که در آن شرکت کنندگان ادعاهای اعتبار به چالش کشیده را مرتب می‌کنند و تلاش می‌کنند آنها را از طریق استدلال رفع اتهام یا نقد کنند.»: 18 
عقلانیت ارتباطی از عقلانیت‌های ابزاری، هنجاری، دراماتیک به واسطه توانایی در نظر گرفتن هر سه «جهان» (که او به تبعیت از کارل پوپر—ذهنی، عینی و بین الاذهانی یا اجتماعی می‌خواند) متمایز می‌گردد.